# Gymnázium Jana Opletala

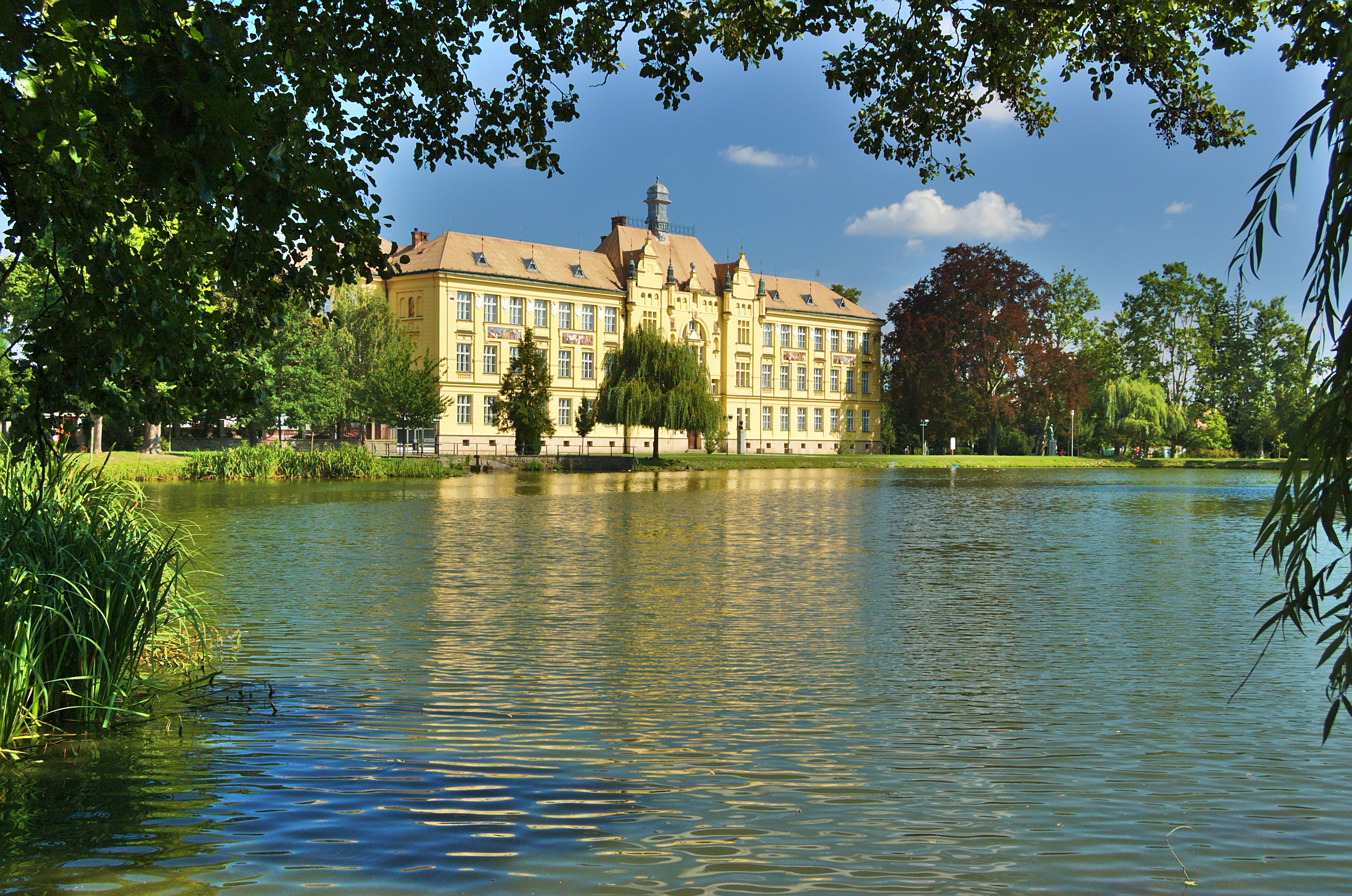
Gymnázium Jana Opletala

Gymnázium Jana Opletala v Litovli je veřejná vzdělávací instituce, která nabízí čtyřletý či osmiletý studijní program. Gymnázium funguje od roku 1901.

## Historie

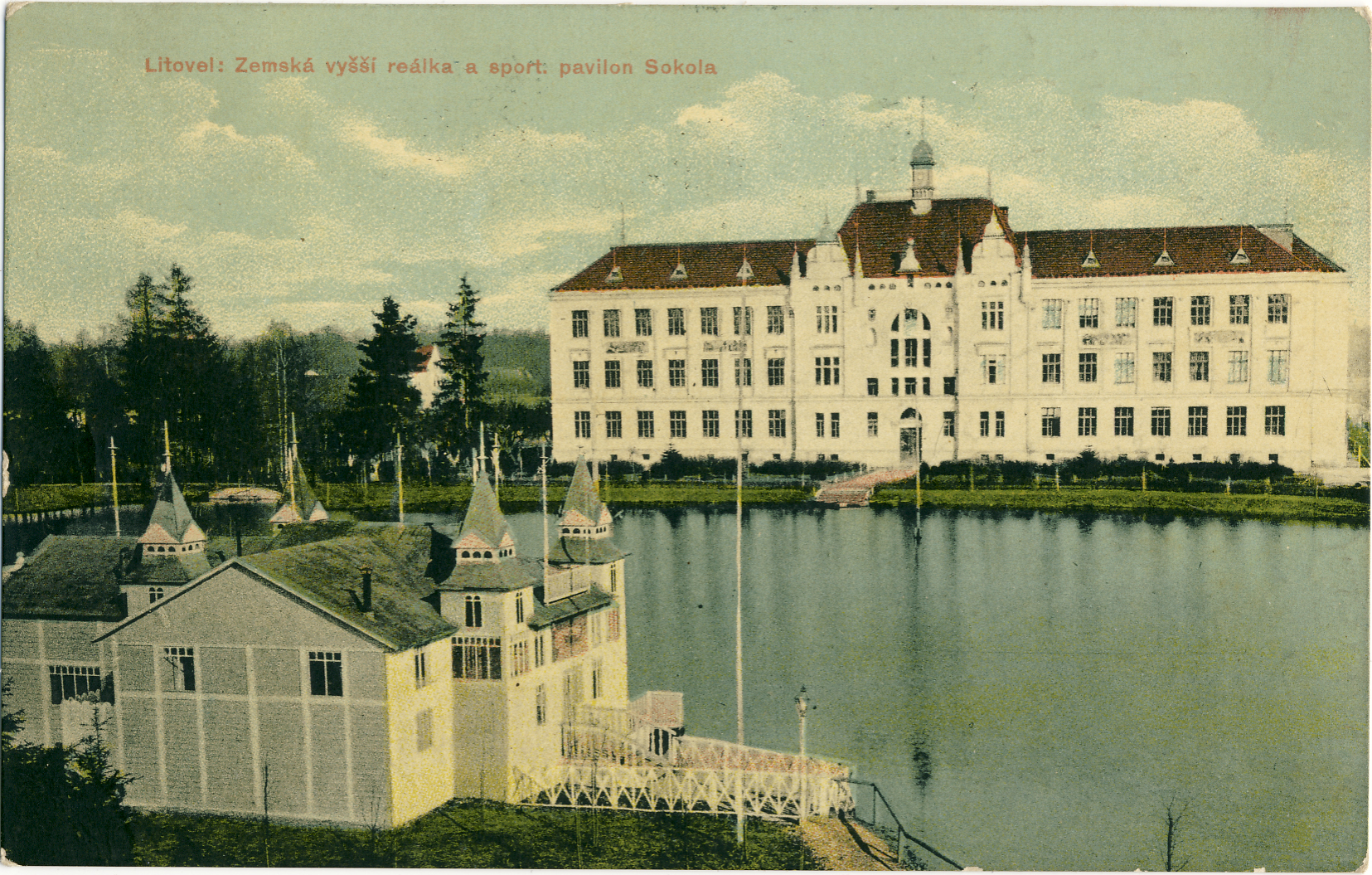
Litovelské gymnázium na pohlednici z roku 1910.

Myšlenka založit v Litovli střední školu se poprvé objevila více než před sto lety. V období Rakouska-Uherska tak začala vznikat nižší česká reálka, jejíž první školní rok byl zahájen 19. září 1901. O tři roky později byla postavena novorenesanční školní budova, a to podle návrhu architekta Josefa Bertla. Zájem a nadšení občanů při výstavbě školy dodnes připomíná nápis ve školní aule: Českým synům, naději vlasti, česká Litovel. Prvním ředitelem školy v této nové budově se stal Vladimír Novotný.
V roce 1905 byl ministerstvem zvednut status školy na vyšší reálku. O dva roky později již studenti skládali první zkoušky dospělosti. Od 1. 1. 1938 se potom gymnázium stává státní školou. Těžké období muselo gymnázium ustát v roce 1944. Dne 9. září 1944 byla zastavena výuka. K obnovení chodu školy došlo 26. května 1945. V témže roce získala škola název Opletalovo státní reálné gymnázium. Přes spousty dalších změn ve školním systému se škola vyvinula až do dnešní podoby. Od roku 1991 je budova gymnázia chráněna jako kulturní památka České republiky.
V roce 2000 byl při škole založen smíšený pěvecký sbor. První dva roky pracoval bez názvu, roku 2002 přijal jméno PALORA. Sbor každoročně připravuje dva koncerty – v prosinci vánoční a koncem května výroční.

## Studium

### Osmiletý studijní program
Na osmileté studium na Gymnáziu Jana Opletala mohou nastoupit žáci, kteří úspěšně dokončili pátou třídu základní školy. Ročně se otvírá jedna třída o počtu asi třiceti žáků. První čtyři roky studia odpovídají osnovám 6. – 9. třídy základní školy. Matematika se vyučuje stejně jako ve třídách s rozšířenou výukou matematiky, větší důraz je kladen na jazyky. Chybí předmět pracovní vyučování. Po absolvování nižšího gymnázia se může student přihlásit na jakoukoliv jinou střední školu.

### Čtyřletý studijní program
Přes šedesát nových studentů ročně nastoupí na čtyřletý program litovelského gymnázia. Vyučují se dva cizí jazyky, z nichž jeden je vždy angličtina. Dále je tu možnost studia němčiny, francouzštiny, španělštiny nebo ruštiny. Zájemci se mohou také přihlásit na mnoho nepovinných předmětů, kroužků či sportovních aktivit.

## Absolventi
- Ladislav Kopřiva
- Jan Opletal
- Vladimír Petrů
- Alois Volkman

Nedokončili studium
- Miloš Axman
- Lubomír Šik

## Fotogalerie

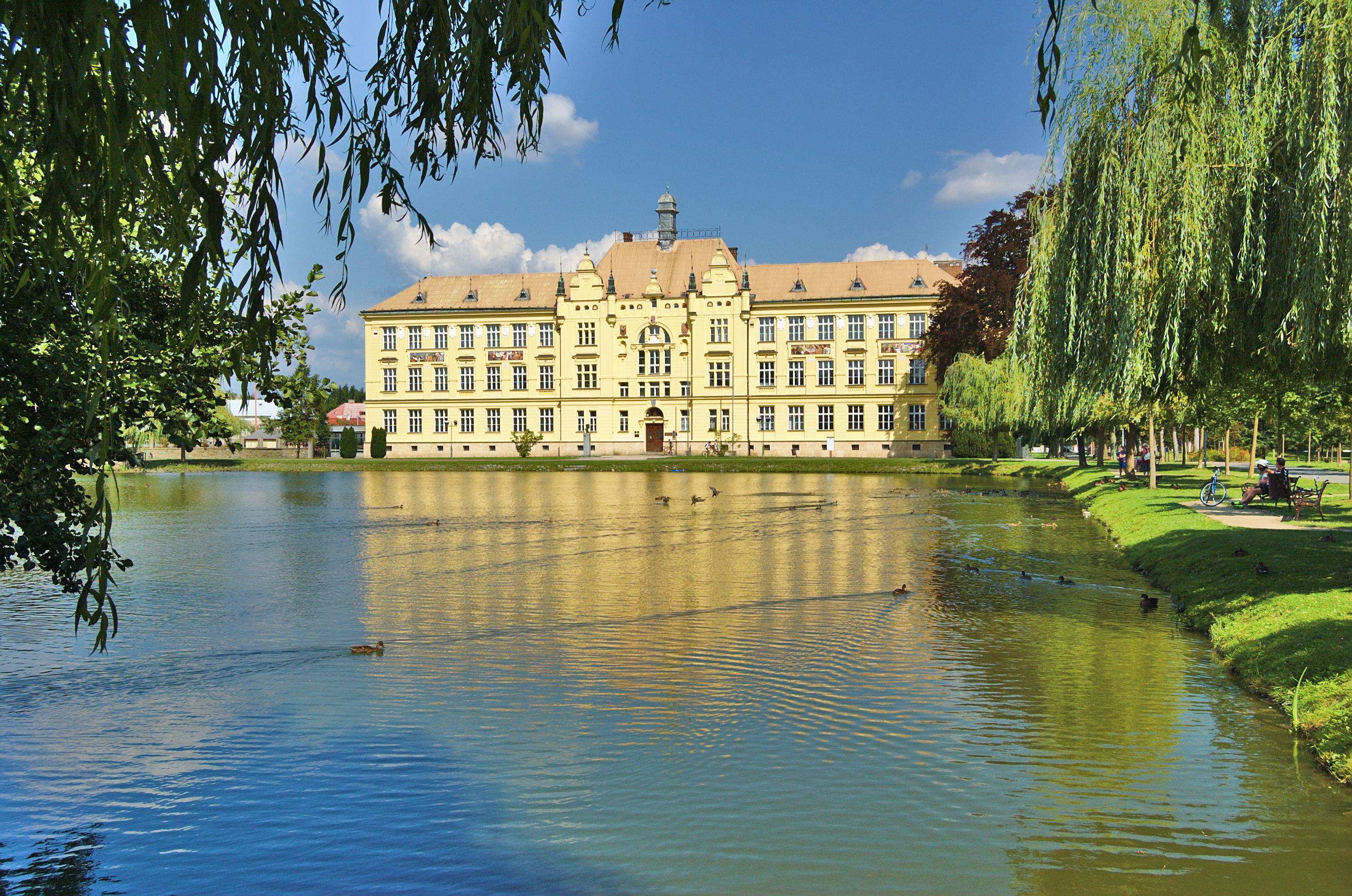
Pohled přes rybník
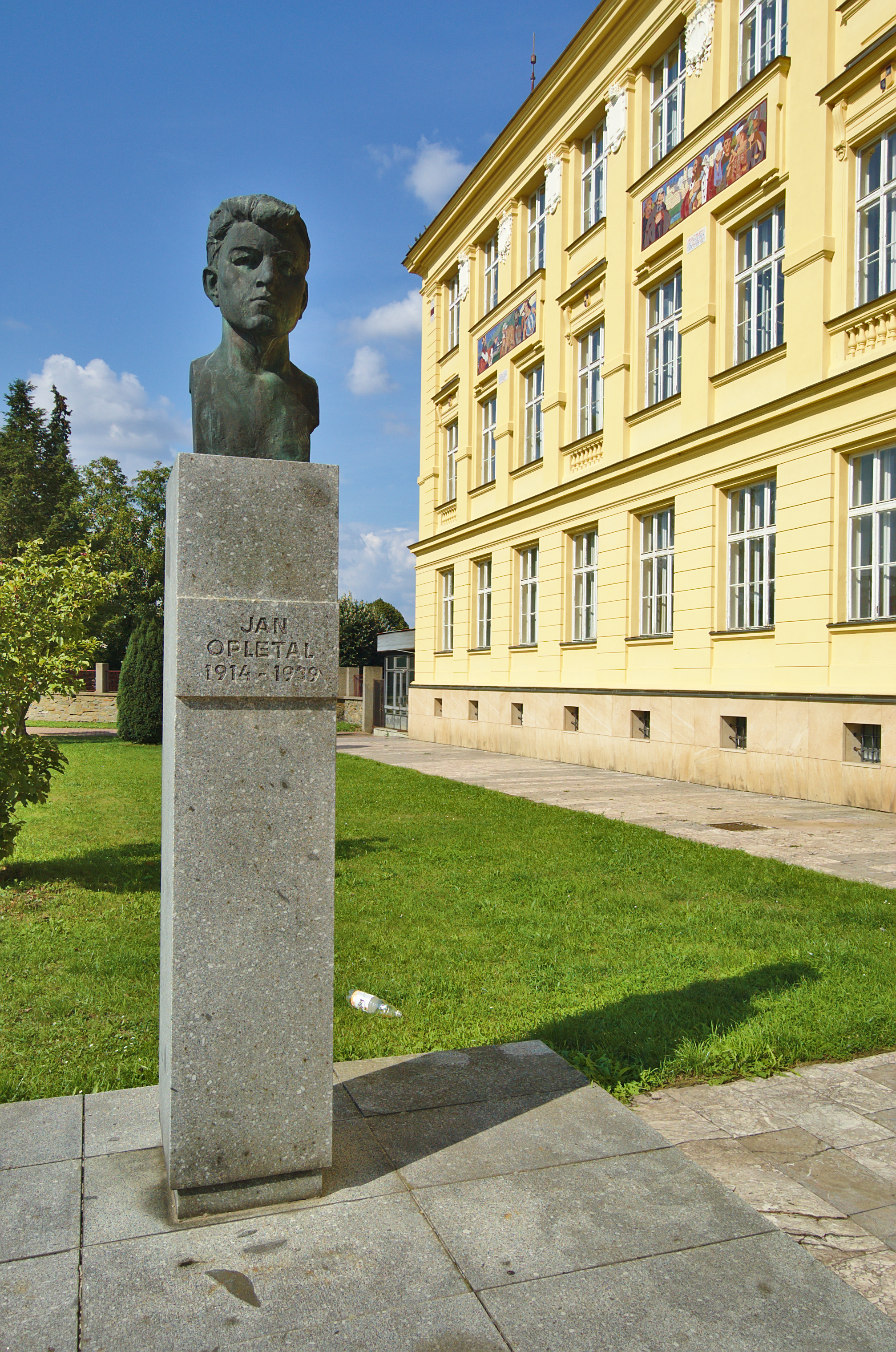
Socha Jana Opletala před gymnáziem
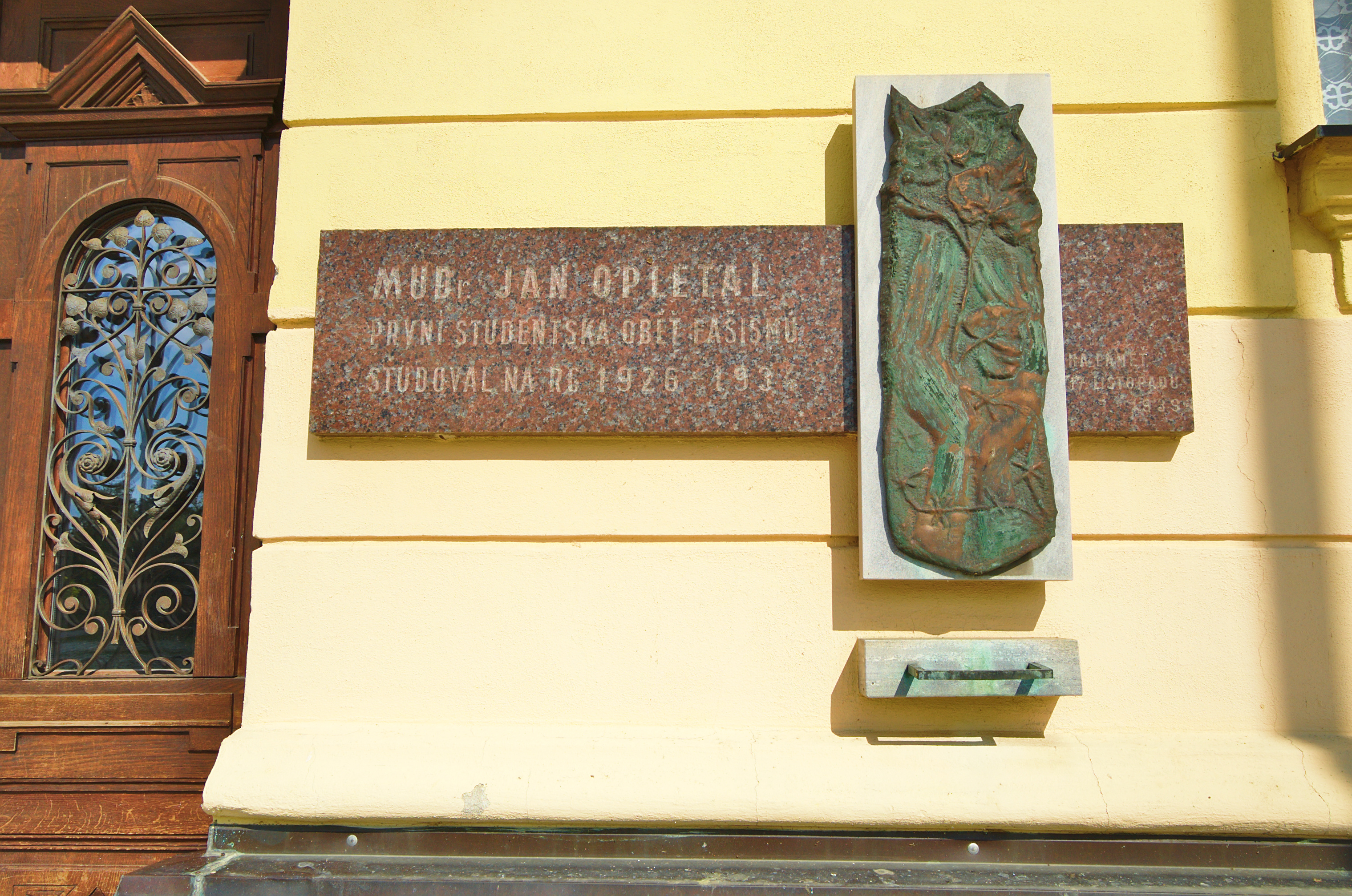
Pamětní deska Jana Opletala na budově gymnázia
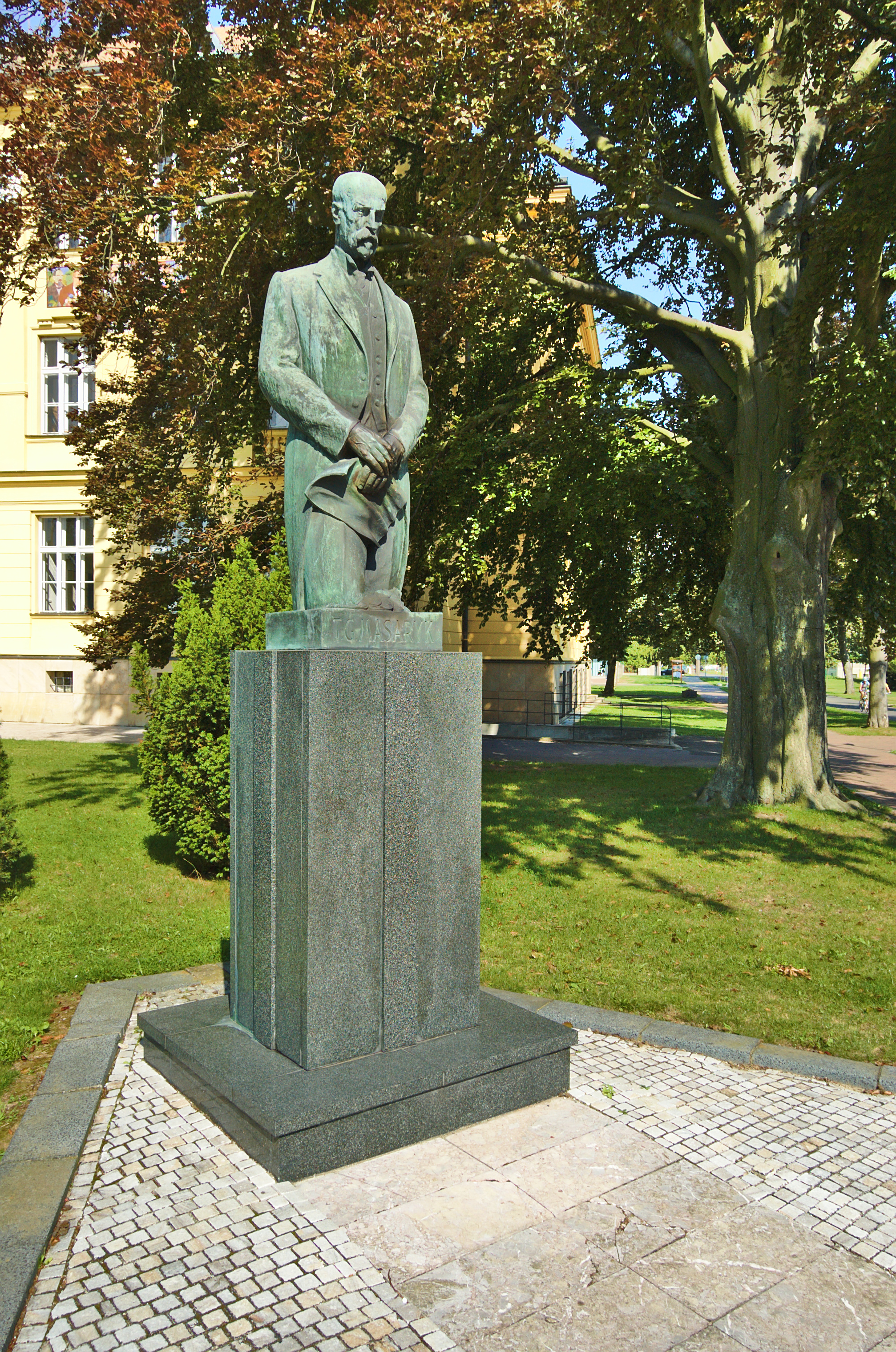
Socha T.G.Masaryka před budovou

Mozaiky podle návrhu Jano Köhlera na průčelí gymnázia

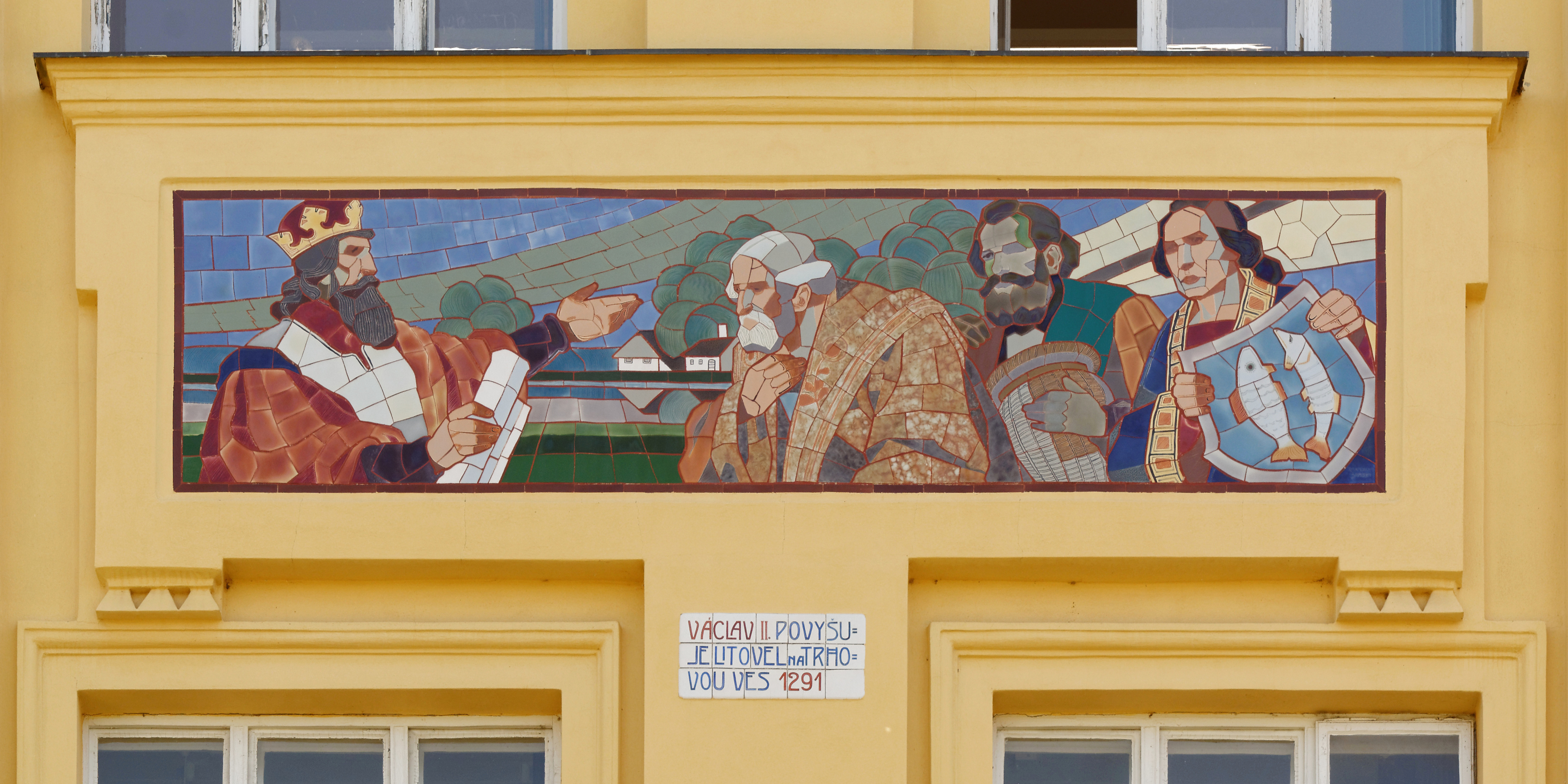
Václav II. povyšuje Litovel na trhovou ves 1291
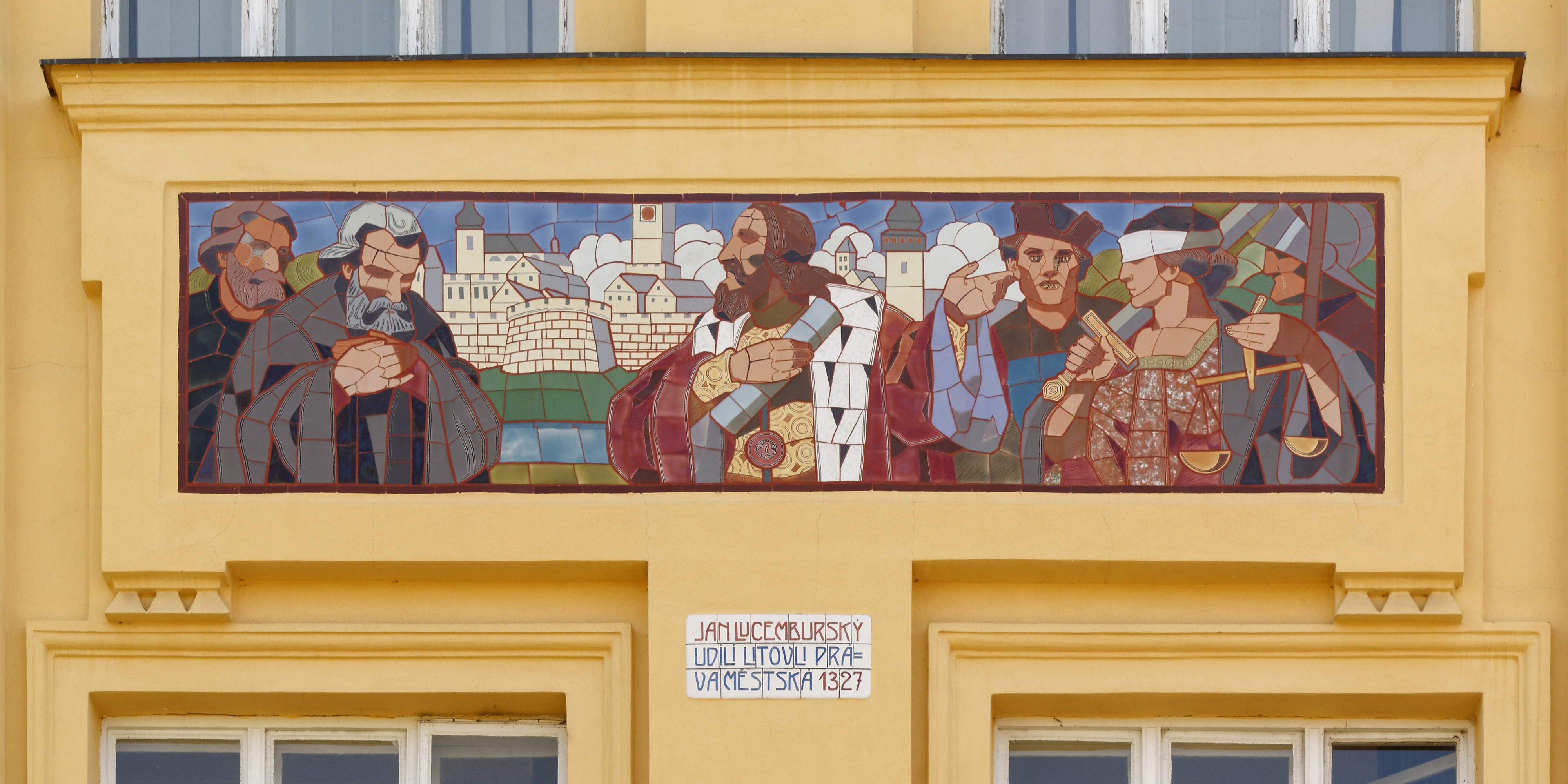
Jan Lucemburský udílí Litovli práva městská 1327
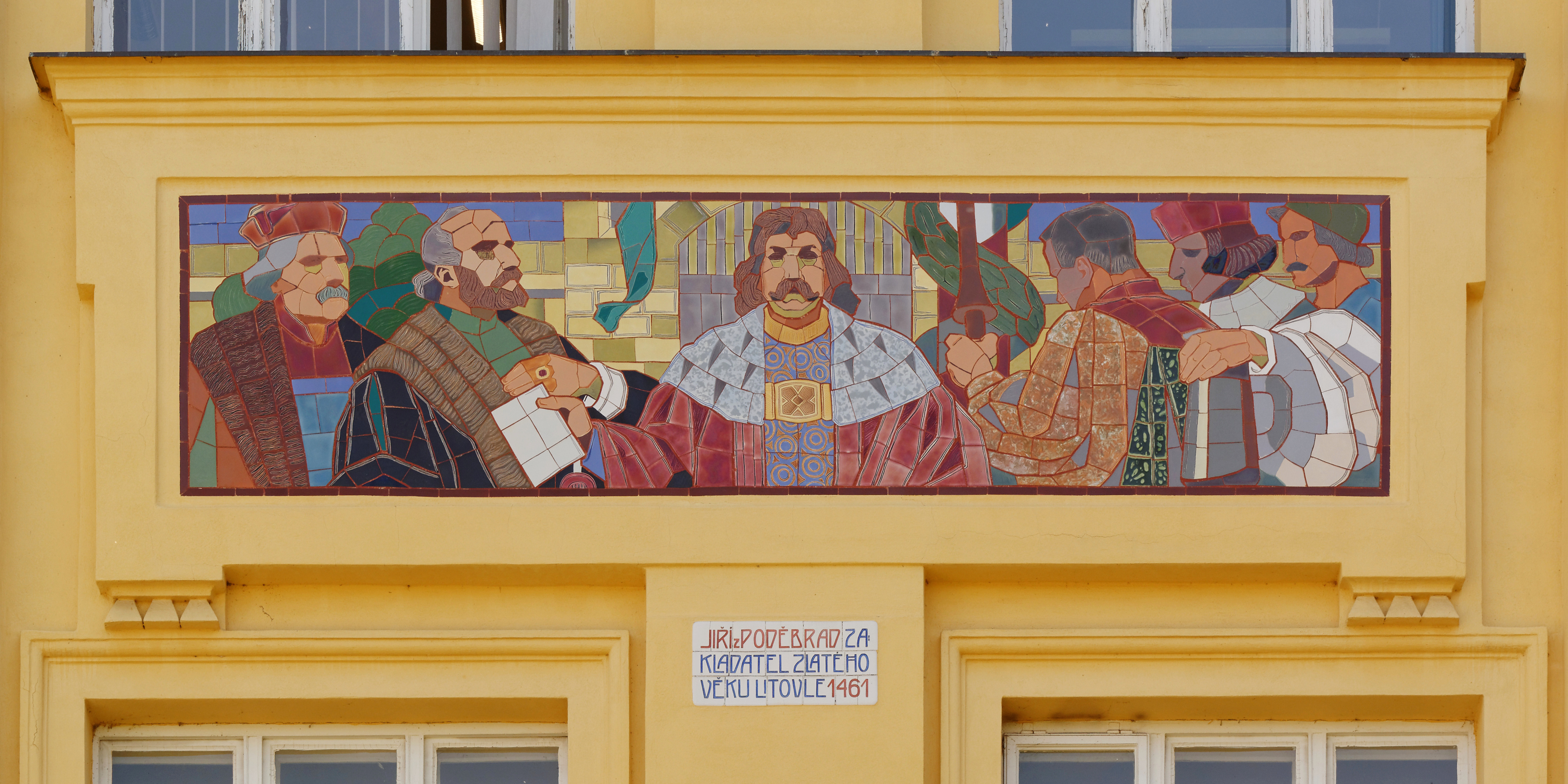
Jiří z Poděbrad zakladatel zlatého věku Litovle 1491
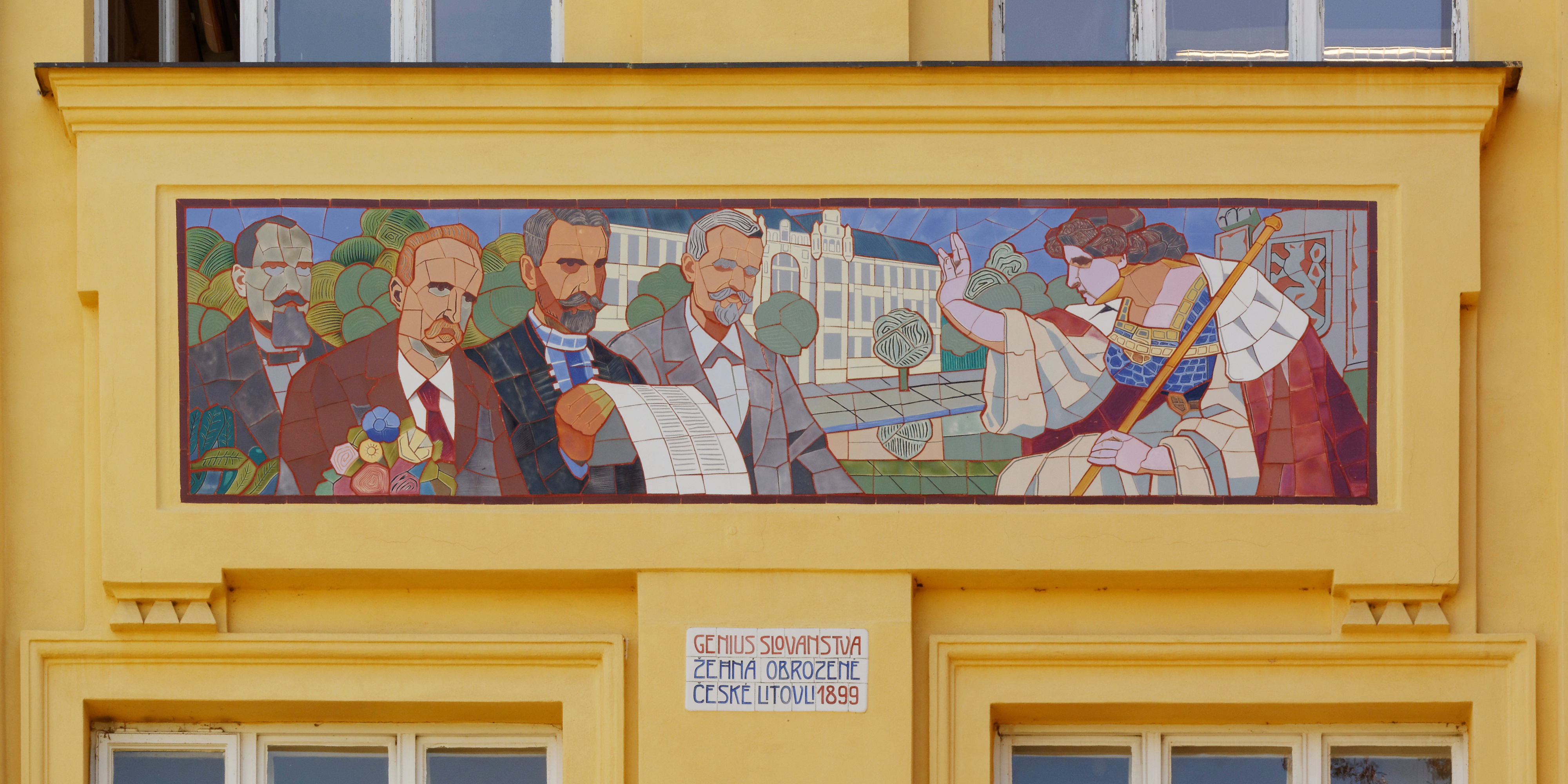
Genius slovanstva žehná obrozené české Litovli 1899